# Hadamar
Hadamar – miasto w Niemczech, w kraju związkowym Hesja, w rejencji Gießen, w powiecie Limburg-Weilburg.
W latach 1935–1945 w tutejszym szpitalu psychiatrycznym na rozkaz Adolfa Hitlera zagazowano, powołując się na litość i obowiązek niesienia pomocy ok. 11 tys. niepełnosprawnych umysłowo Niemców. W latach 1939–1945 w mieście przetrzymywano polskich jeńców wojennych (Oflag XII A Hadamar).

## Współpraca
- Bellerive-sur-Allier, Francja